# Grupo de combate 107
El grupo de combate 107, también conocido como BG-107 es un grupo de combate de la Unión Europea. Originalmente consistía en fuerzas militares provenientes de Alemania, Países Bajos y Finlandia. Desde el 1 de enero hasta el 30 de junio de 2007 el grupo de combate estuvo operativo bajo liderazgo alemán. Durante su preparación para sus segundo periodo de activación en el segundo semestre de 2011 (en el que se le conocería como EUBG 2011/1), su composición varió incluyendo fuerzas de Austria y Lituania. Además, para el segundo periodo el liderazgo pasó de Alemania a los Países Bajos.

## Historia
El ministro de Defensa neerlandés, Henk Kamp, y sus colegas europeos acordaron formar el grupo de combate neerlandés-alemán-finés el 22 de noviembre de 2004 en Bruselas. Como los finlandeses fueron asignados a labores de inteligencia dentro del grupo en ocasiones se conocía al grupo de combate de manera informal como la Brigada Nokia.
El ejercicio de preparación final tuvo lugar en la base aérea alemana de Leipheim a finales de 2006. Tras los ejercicios, el teniente general Hans Sonneveld, segundo al mando de las fuerzas neerlandesas, comentó que los grupos de combate de la UE eran un nuevo paso hacia la mejora de la defensa común europea.

## Composición
Originalmente, el grupo de combate 107 consistía de los siguientes efectivos:
- Alemania: 800 efectivos
- Países Bajos: 720 efectivos
- Finlandia: 200 efectivos

En 2010 se varió la composición del grupo añadiendo países y modificando el mando, la composición quedó de la siguiente forma:
- Países Bajos: 800 efectivos
- Alemania: 750 efectivos
- Finlandia: 300 efectivos
- Austria: 300 efectivos
- Lituania: 200 efectivos

En la composición global, los neerlandeses proveen una compañía de infantería, un destacamento médico, un batallón logístico, cuarteles y una unidad de inteligencia. Alemania contribuye con infantería y Finlandia provee vehículos acorazados para los despliegues en campo abierto, armamento antitanque y ametralladoras. Además, el grupo cuenta con la posibilidad de disponer de una fragata y varios destructores alemanes y una fragata y aeronaves y helicópteros de combate neerlandeses.

## Ejercicios
Desde el 30 de septiembre hasta el 8 de octubre de 2010, el grupo de combate realizó unos ejercicios en una zona triangular entre los Países Bajos y Bélgica formado por Oirschot, Brasschaat y Maasmechelen. LA operación, cuyo nombre en código fue Rino Europeo 1, estuvo centrada en ofrecer soporte a un gobierno ficcional de un país llamado Blueland (Azulandia) para mantener el orden después de unas tensiones étnicas entre una minoría en el poder y la población insatisfecha. Desde el 30 de noviembre hasta el 12 de diciembre de 2010, la operación Rino Europeo 2 fue llevada a cabo en Budel (Países Bajos), con 300 de los efectivos nuevos siendo entrenados.